# Giuditta II
Giuditta II (noto anche come Giuditta/Salomè) è un quadro di Gustav Klimt del 1909.
Questo dipinto fu ultimato da Klimt a distanza di otto anni dalla prima versione del 1901 e da quest'ultima possiamo riscontrare profonde differenze di carattere stilistico e una mutata rilevanza simbolica.

## Descrizione
La figura femminile rappresentata nella sua interezza e non più sino alla vita conferisce una forte verticalità all'insieme pittorico, tanto che il limite inferiore del quadro tagliando di netto la gonna della donna ci lascia immaginare quasi che la sua figura possa continuare ancora verso il basso. Lo slancio verticale quasi sproporzionato delle figure femminili è una caratteristica peculiare dei quadri del pittore austriaco, che con tale mezzo espressivo conferiva ai suoi soggetti una monumentalità e un'eleganza assolutamente predominanti all'interno delle sue opere. Le parti del corpo di carattere figurativo si concentrano soprattutto su viso, busto, mani (elemento fondamentale) e seppure in ombra sulla testa di Oloferne in basso a destra.
Gli altri elementi pittorici all'interno dell'opera ricompongono nell'occhio dell'osservatore le parti rimanenti della figura, ovvero i capelli della donna e il suo vestito, che solo dopo un'attenta valutazione si può ben vedere come siano isolati e sciolti da un'idea di plasticità e di adattamento alle forme voluminose del corpo. Partendo dal concetto liberty della linea sinuosa curva, Klimt è riuscito a creare una sua speciale estetica che rende i suoi quadri inimitabili nel loro genere. Le tipiche linee spiraleggianti si mischiano a cerchi colorati concentrici che, forse maggiormente in altre sue opere, ricordano la forma dell'occhio umano, fino ad arrivare a motivi geometrici come triangoli o piccoli rettangoli colorati ravvicinati.
La grandezza di Klimt sta nell'essere riuscito tramite un linguaggio contemporaneo e moderno rispetto al periodo in cui è vissuto ad isolare nello spazio e nel tempo le figure rappresentate, destinandole immancabilmente a diventare eterne.

## Nei media
In Prendimi l'anima (2002), film biografico di Roberto Faenza sulla psicoanalista Sabina Spielrein e sul suo rapporto sia terapico che amoroso con Carl Gustav Jung, il dipinto è presente come esempio dell'ipotesi di lei circa il connubio fra Eros e Thanatos.